# Cộng hòa Slovakia (1939–1945)
Đệ nhất Cộng hòa Slovakia (tiếng Slovak: [prvá] Slovenská republika), hay còn gọi là Nhà nước Slovakia (tiếng Slovak: Slovenský štát), là một quốc gia phụ thuộc của phát xít Đức đã tồn tại giữa ngày 14 tháng 3 năm 1939 và 04 tháng 4 năm 1945. Nó kiểm soát phần lớn lãnh thổ của Slovakia ngày nay nhưng không có phần phía nam và phía đông hiện tại của nó, đã được nhượng lại cho Hungary vào năm 1938. Cộng hòa giáp Đức, các khu vực cấu thành của "Großdeutschland", Xứ bảo hộ Bohemia và Moravia, Ba Lan, và sau đó là Tổng chính phủ (tàn dư của Ba Lan bị Đức chiếm đóng), cùng với Hungary độc lập.
Đức công nhận Nhà nước Slovakia, cũng như một số hà nước khác, bao gồm Chính phủ lâm thời của Trung hoa Dân quốc, Nhà nước Croatia, El Salvador, Estonia, Ý, Hungary, Nhật Bản, Lithuania, Mãn Châu quốc, Mengjiang, Romania, Liên Xô, Tây Ban Nha, Thụy Sĩ và Thành Vatican. Đa số các đồng minh của Thế chiến II không bao giờ công nhận sự tồn tại của Cộng hòa Slovakia. Ngoại lệ duy nhất là Liên Xô, đã vô hiệu hóa sự công nhận của mình sau khi Slovakia gia nhập cuộc xâm lược Liên Xô năm 1941.
Là một nhà nước độc đảng được cai trị bởi Đảng Nhân dân Slovakia cực hữu của Hlinka, Cộng hòa Slovakia chủ yếu được biết đến nhờ sự hợp tác với Đức Quốc xã, bao gồm việc gửi quân tới cuộc xâm lược Ba Lan vào tháng 9 năm 1939 và Liên Xô vào năm 1941. Năm 1940 , nước này gia nhập phe Trục khi các nhà lãnh đạo của nước này ký Hiệp ước ba bên.
Năm 1942, nước này trục xuất 58.000 người Do Thái (2/3 dân số Do Thái ở Slovakia) đến Ba Lan do Đức chiếm đóng, trả cho Đức 500 Reichsmark mỗi người. Sau khi gia tăng hoạt động của các đảng phái Slovakia chống Đức Quốc xã, Đức đã xâm lược Slovakia, gây ra một cuộc nổi dậy đáng kể. Cộng hòa Slovakia bị bãi bỏ sau khi Liên Xô chiếm đóng vào năm 1945, và lãnh thổ của nước này được tái hòa nhập vào Cộng hòa Tiệp Khắc thứ ba được tái lập.
Cộng hòa Slovakia hiện tại không được xem là quốc gia kế thừa Cộng hòa Slovakia thời chiến, thay vào đó là quốc gia kế thừa Cộng hòa Liên bang Tiệp Khắc. Tuy nhiên, một số người theo chủ nghĩa dân tộc ở đó kỷ niệm ngày 14 tháng 3 là ngày độc lập.

## Thành lập

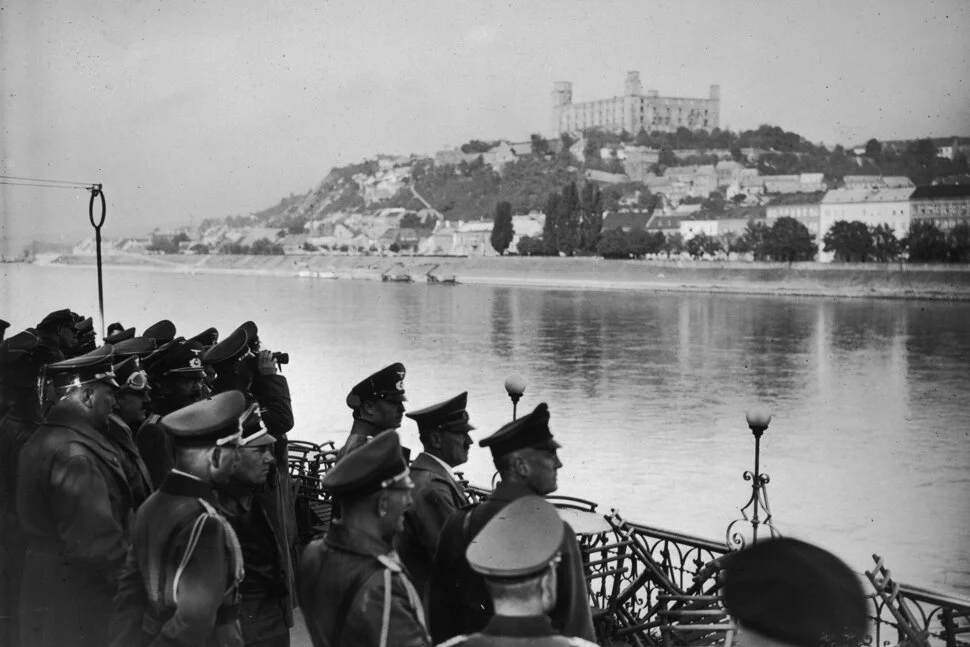
Adolf Hitler trong chuyến thăm Bratislava sau Hiệp định Munich, tháng 10 năm 1938

Sau Hiệp định Munich, Slovakia giành được quyền tự trị bên trong Tiệp Khắc-Slovakia (vì Tiệp Khắc cũ đã được đổi tên) và mất các lãnh thổ phía nam vào tay Hungary theo Hiệp định Viên đầu tiên. Khi Hitler đang chuẩn bị điều động vào lãnh thổ Séc và thành lập Vùng bảo hộ Bohemia và Moravia, ông ta đã có nhiều kế hoạch khác nhau cho Slovakia. Người Hungary ban đầu đã thông tin sai cho các quan chức Đức rằng người Slovakia muốn gia nhập Hungary. Đức quyết định biến Slovakia thành một quốc gia bù nhìn riêng biệt dưới ảnh hưởng của Đức và là căn cứ chiến lược tiềm tàng cho các cuộc tấn công của Đức vào Ba Lan và các khu vực khác.
Vào ngày 13 tháng 3 năm 1939, Hitler mời Đức ông Jozef Tiso (cựu thủ tướng Slovakia đã bị quân đội Tiệp Khắc phế truất vài ngày trước đó) đến Berlin và thúc giục ông ta tuyên bố độc lập cho Slovakia. Hitler nói thêm rằng nếu Tiso không đồng ý, ông ta sẽ cho phép các sự kiện ở Slovakia diễn ra một cách hiệu quả, để lại sự thương xót cho Hungary và Ba Lan. Trong cuộc họp, Joachim von Ribbentrop đã chuyển một báo cáo khẳng định rằng quân Hungary đang tiến đến biên giới Slovakia. Tiso từ chối tự mình đưa ra quyết định như vậy, sau đó ông được Hitler cho phép tổ chức một cuộc họp của quốc hội Slovakia ("Hội đồng của vùng đất Slovak"), nơi sẽ phê chuẩn nền độc lập của Slovakia.

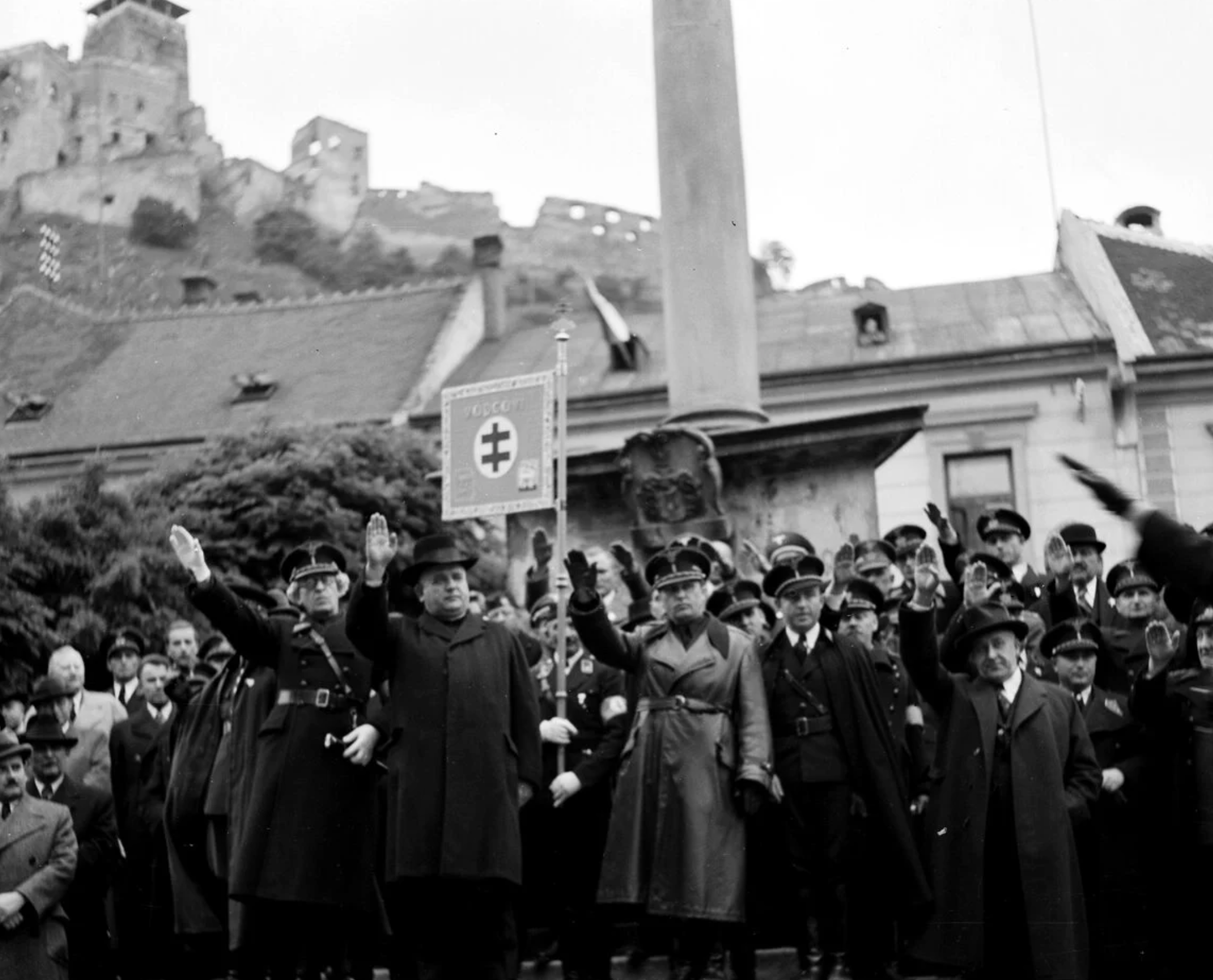
Jozef Tiso ở Trenčín, tháng 10 năm 1939

Vào ngày 14 tháng 3, quốc hội Slovakia đã triệu tập và nghe báo cáo của Tiso về cuộc thảo luận của ông với Hitler và khả năng tuyên bố độc lập. Một số đại biểu tỏ ra nghi ngờ về việc thực hiện một động thái như vậy, trong số những lý do khác, vì một số lý do lo lắng rằng nhà nước Slovakia sẽ quá nhỏ và có một nhóm thiểu số Hungary đông đảo. Cuộc tranh luận nhanh chóng trở nên gay gắt khi Franz Karmasin, lãnh đạo thiểu số người Đức ở Slovakia, nói rằng bất kỳ sự chậm trễ nào trong việc tuyên bố độc lập sẽ dẫn đến việc Slovakia bị chia cắt giữa Hungary và Đức. Trong hoàn cảnh đó, Quốc hội đã nhất trí bỏ phiếu ly khai khỏi Séc-Slovakia, từ đó tạo ra nhà nước Slovakia đầu tiên trong lịch sử. Jozef Tiso được bổ nhiệm làm Thủ tướng đầu tiên của nước cộng hòa mới. Ngày hôm sau, Tiso gửi một bức điện tín (được soạn ngày hôm trước ở Berlin) thông báo Slovakia độc lập, yêu cầu Đức tiếp quản việc bảo vệ nhà nước mới thành lập. Yêu cầu đã được chấp nhận một cách dễ dàng.

## Công nhận từ quốc tế
Đức và Ý ngay lập tức công nhận nhà nước Slovakia mới nổi vài tuần sau đó. Anh và Pháp từ chối làm như vậy; vào tháng 3 năm 1939, cả hai cường quốc đã gửi công hàm ngoại giao tới Berlin phản đối những diễn biến ở Tiệp Khắc cũ là vi phạm hiệp ước Munich và cam kết không thừa nhận những thay đổi về lãnh thổ. Những ghi chú tương tự – dù không đề cập đến Munich – cũng được Liên Xô và Mỹ gửi đi. Một số quốc gia không thuộc phe Trục, như Thụy Sĩ, Ba Lan và Vatican, đã công nhận Slovakia vào tháng 3 và tháng 4 năm 1939.
Các cường quốc sớm thay đổi vị trí của họ. Vào tháng 5, cơ quan ngoại giao Anh đã yêu cầu (và nhận được) một exquatur mới cho cựu lãnh sự của họ ở Bratislava, đánh dấu sự công nhận trên thực tế đối với Slovakia. Pháp làm theo vào tháng 7 năm 1939. Tuy nhiên, các quân đoàn Tiệp Khắc vẫn tiếp tục hoạt động ở London và Paris. Một số tổ chức quốc tế như Hội Quốc Liên hay Liên đoàn Lao động Quốc tế vẫn coi Tiệp Khắc là thành viên của họ, nhưng một số - như Liên minh Bưu chính Thế giới - đã thừa nhận Slovakia.

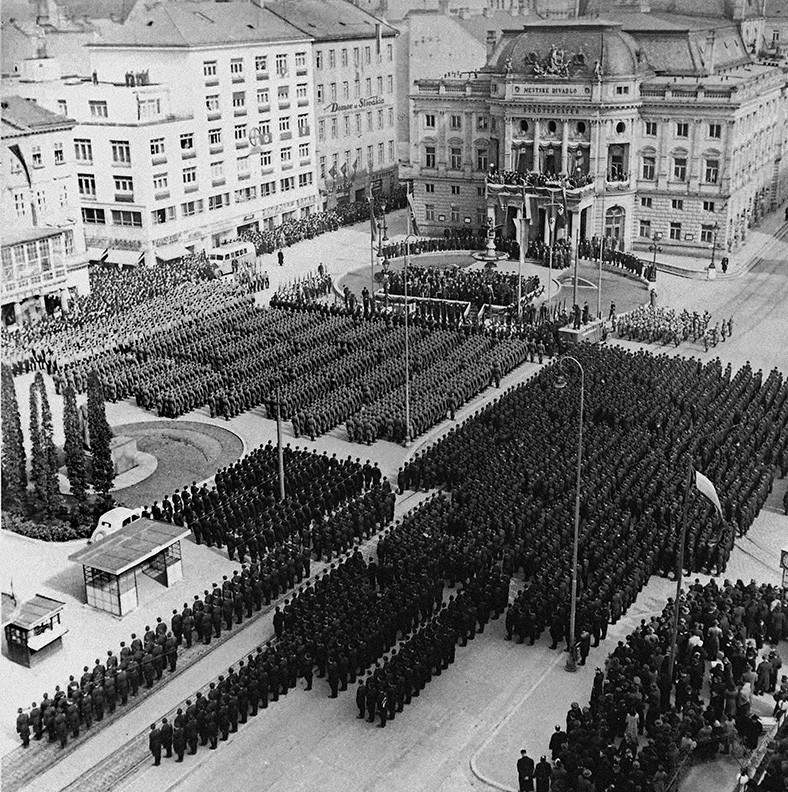
Lễ kỷ niệm hai năm ngày độc lập của Slovakia với các thành viên của Đội cận vệ Hlinka và Quân đội Slovakia, Bratislava, Quảng trường Hviezdoslav, ngày 14 tháng 3 năm 1941

Sau khi Chiến tranh thế giới thứ hai bùng nổ, lãnh sự quán Anh và Pháp ở Slovakia đã đóng cửa và lãnh thổ này được tuyên bố bị chiếm đóng. Tuy nhiên, vào tháng 9 năm 1939, Liên Xô đã công nhận Slovakia, kết nạp một đại diện của Slovakia và đóng cửa công sứ quán Tiệp Khắc cho đến nay vẫn đang hoạt động tại Moscow. Quan hệ ngoại giao chính thức giữa Xô-Slovak được duy trì cho đến khi Chiến tranh Đức-Xô bùng nổ vào năm 1941, khi Slovakia tham gia cuộc xâm lược theo phe Đức, và Liên Xô công nhận chính phủ Tiệp Khắc lưu vong; Nước- Anh đã công nhận nó một năm trước đó.
Tổng cộng có 27 nước đã công nhận Slovakia trên danh nghĩa hoặc trên thực tế. Họ là các quốc gia thuộc phe Trục (như Romania, Phần Lan, Hungary) hoặc các quốc gia bán độc lập do phe Trục thống trị (như Vichy Pháp, Mãn Châu) hoặc các quốc gia trung lập như Litva, Hà Lan và Thụy Điển, cũng như một số quốc gia ngoài Châu Âu ( như Ecuador, Costa Rica, Liberia). Trong một số trường hợp, các công sứ quán của Tiệp Khắc đã bị đóng cửa (ví dụ ở Thụy Sĩ), nhưng một số quốc gia lại chọn lập trường có phần mơ hồ. Các quốc gia duy trì nền độc lập của mình đã ngừng công nhận Slovakia vào giai đoạn cuối của Thế chiến thứ hai. Tuy nhiên, một số nước (ví dụ như Tây Ban Nha) đã cho phép hoạt động đại diện bán ngoại giao cho đến cuối những năm 1950.
Hoa Kỳ chưa bao giờ công nhận nền độc lập của Slovakia. Nó vẫn nhất quán trong cách tiếp cận ban đầu của họ, vì họ chưa bao giờ công nhận Thỏa thuận Munich, sự sụp đổ của Tiệp Khắc hoặc bất kỳ thay đổi lãnh thổ nào được thực hiện đối với lãnh thổ Tiệp Khắc trong giai đoạn 1938 – 1939.